# Památník nalezení ukradené monstrance
Památník nalezení ukradené monstrance je umístěn v Železničářské ulici na sídlišti Slovanka v České Lípě. Barokní obelisk je zapsán v Ústředním seznamu kulturních památek České republiky pod číslem 54564/5-2782.

## Historie
Obelisk byl postaven na severozápadním okraji České Lípy jako připomínka neblahé události, k níž došlo v noci z 5. na 6. června 1755. Oné noci byla z farního kostela sv. Petra a Pavla v centru města ukradena monstrance i s Nejsvětější svátostí. O dva týdny později, v odpoledních hodinách 19. června 1755, byla však monstrance nalezena a za vyzvánění všech českolipských zvonů byla slavnostně vrácena na původní místo. Pilíř s vyobrazením andílků, nesoucích monstranci, byl vztyčen o rok později, 12. května 1756. Kostel svatého Petra a Pavla, který byl v průběhu staletí několikrát poškozen ohněm, zanikl po velkém požáru České Lípy v roce 1820.
Během přípravy výstavby nového sídliště v českolipské čtvrti Slovanka byl památník v roce 1973 přemístěn do areálu Okresního vlastivědného muzea v České Lípě. Zde byl deponován až do roku 2009. Poté byl po zrestaurování vztyčen na Slovance nedaleko místa, kde původně stával.

## Popis památky
Pilíř je trojboký, umístěný na trojbokém podstavci. Na vrcholu je zakončen koulí. Na čelní straně sloupu, obrácené směrem k městu, je reliéf, znázorňující dva andílky (putti), nesoucí monstranci. Na zbylých stranách pilíře jsou nápisy, popisující historickou událost svatokrádeže z roku 1755. Obelisk je celkově charakterizován jako hodnotné barokní sochařské dílo.

## Přístup
Obelisk stojí v malém parčíku v Železničářské ulici u zastávky MHD Česká Lípa, Železničářská poblíž areálu českolipské Euroškoly. Od autobusové zastávky Česká Lípa, Střelnice je vzdálen zhruba 250 metrů, ještě o 200 metrů dále se nachází železniční zastávka Česká Lípa střelnice, která je obsluhována osobními vlaky a rychlíky na trati z Bakova nad Jizerou (respektive z Kolína a Mladé Boleslavi) na Jedlovou a do Rumburka. U odbočky z Českokamenické do Železničářské ulice se nachází památná Lípa svobody, vysazená na místě zaniklého staršího stromu členy Junáka v roce 1945.